# Annona jamaicensis
Annona jamaicensis este o specie de plante angiosperme din genul Annona, familia Annonaceae, descrisă de Thomas Archibald Sprague. A fost clasificată de IUCN ca specie cu risc scăzut. Conform Catalogue of Life specia Annona jamaicensis nu are subspecii cunoscute.